# 柳珍山
柳 珍山（ユ・ジンサン、朝: 유진산、1905年10月18日 - 1974年4月28日）は、朝鮮の独立運動家であり第一共和国～第四共和国前半にかけて活躍した韓国の政治家である。本貫は文化柳氏。珍山という名は、彼の故郷である忠清南道錦山郡珍山面玉渓里から取られた字で、本名は柳永弼（ユ・ヨンピル、유영필）。号は玉溪（オッケ、옥계）。
息子の柳漢烈も政治家で国会議員を歴任した（民主韓国党→民主自由党→ハンナラ党）。また、元国会議員の成楽絃は姪の夫である。

## 人物像
解放直後における青年運動をきっかけに政界入りし、第一共和国から第四共和国時代における保守野党（民主国民党、民主党、民政党、民衆党、新民党）において要職を歴任した。兎角対決姿勢の強い野党陣営の中で対話と妥協を旨とした穏健派としての立場を採っていたため、対政府強硬派の政治家からは「サクラ」と揶揄されていた。

## 略歴
- 1905年10月18日：全羅北道珍山郡端山面邑内里[注釈 1] 生まれ
- 1912年：錦山郡珍山普通学校入学
- 1918年：京城高等普通学校に入学するため、一家挙げて京城（現在のソウル特別市）に転居する
- 1920年：三・一独立運動に関連し、日本を批判する趣旨の「壁紙」を校内に張り出した事が原因で同校を退学。普成高等普通学校に転校し、1923年に卒業した。
- 1924年：日本に渡航、早稲田第一高等学院入学
- 1929年：早稲田大学政経学部入学
- 1932年：学内サークル「新興科学研究会」の活動が警察の嫌疑を受けたため、市ヶ谷刑務所に入獄した後、卒業を待たずして帰国。帰国後は双葉農民会を組織し農民運動を展開し、日本警察の監視対象となったため中国に亡命した[2]。
- 1934年：中国江西省南昌に渡って韓人会を組織して活動（2ヶ月後に帰国）。その後に日本の官憲に捕らえられ、西大門刑務所で4ヶ月間入獄をした[2]。
- 1935年：『農民讀本』の編集に参加。銭鎮漢・金山などと農民運動を展開し、趙炳玉・白寛洙・張沢相などと交流した[2]。
- 1945年：光復を迎え、右翼青年団体興国社を組織し、左翼の朝鮮建国促進青年同盟を解体させた。金日成・康良煜などを除去するために青年団員を平壌に派遣する工作に参加した[2]。
- 1945年10月：大韓革新青年会（革新青年会）[注釈 2] を立ち上げ、委員長に就任
- 1945年12月：大韓独立促成全国青年総連盟（総連盟）に革新青年会を率いて参加し、総連盟の副委員長に就任
- 1946年4月：大韓民主青年同盟結成、会長を務める（名誉会長：李承晩）
- 1947年7月：青年朝鮮総同盟会長
- 1948年12月：大韓青年団最高指導委員
- 1951年：民主国民党総務部長
- 1952年6月：前月の「釜山政治波動」に抗議する「護憲救国宣言大会」に参加した罪で逮捕
- 1954年5月：第3代国会議員総選。初当選（錦山郡、無所属）
- 1955年：統合野党「民主党」発足。初代労働部長に就任。党内では韓民党の流れを汲む旧派に属していた。
- 1958年6月：第4代国会議員総選。再選（錦山郡、民主党）。選挙後に院内総務に就任
- 1960年4月：4・19学生革命後に発足した張勉政権に挑戦し、民主党の新旧派を保守両党に分党させた[2]。
- 1960年7月：第5代国会議員総選。3選（錦山郡。民主党）
- 1961年2月：第二共和国の与党である民主党から離党した旧派が「新民党」[注釈 3] を結成した。柳珍山は幹事長に就任。
- 1961年5月：5・16軍事クーデターが発生。
- 1961年6月：民主党新派の実力者である呉緯泳の政治資金の出所に関する容疑で憲兵に連行され、麻浦刑務所に収監される[2]。
- 1962年3月：国家再建最高会議「政治活動浄化法」を施行、柳珍山も政治活動禁止の対象となる。朴正熙の3・22軍政延長声明に反対する民主救国宣言大会を主導した[2]。
- 1963年5月：「民政党」結成、金炳魯を党代表として推した[2]。
- 1963年11月：第6代国会議員総選。4選（全国区、民政党）
- 1964年8月：言論倫理委員会法案の国会通過を巡って、尹潽善と対立。23日、民政党監察委員会は柳珍山の除名処分決定（第一次珍山波動）。これに対して柳珍山は法廷闘争で対抗し、11月26日に自らの復党を勝ち取ることが出来た。
- 1965年5月：統合野党「民衆党」の結成に参与、翌年副総裁に就任。
- 1967年2月：統合野党「新民党」結成。副総裁に就任
- 1967年6月：第7代国会議員総選。5選（永登浦甲区、新民党）
- 1970年1月：党大会で新民党総裁に選出。
- 1970年8月：朴正煕と単独会談[2]。
- 1971年5月：第8代国会議員総選。6選（全国区、新民党）。選挙直前に全国区に鞍替えしたことがきっかけで党内対立が表面化（第二次珍山波動）。新民党総裁を辞任
- 1972年9月：新民党全党大会。総裁に選出される
- 1973年2月：第9代国会議員総選。7選（錦山・大徳・燕岐、新民党）
- 1973年：朴正煕と単独会談[2]。
- 1974年：維新憲法改憲闘争を宣言した[2]。
- 1974年4月28日：結腸がんで死去[2]。